# Kościół św. Benedykta w Płocku
Kościół Rzymskokatolicki Św. Benedykta w Płocku znajduje się w dzielnicy Radziwie, przy ul. Dobrzykowskiej 2. Obok znajduje się plebania, w której w 1964 r. przebywał Karol Wojtyła (późniejszy papież Jan Paweł II).

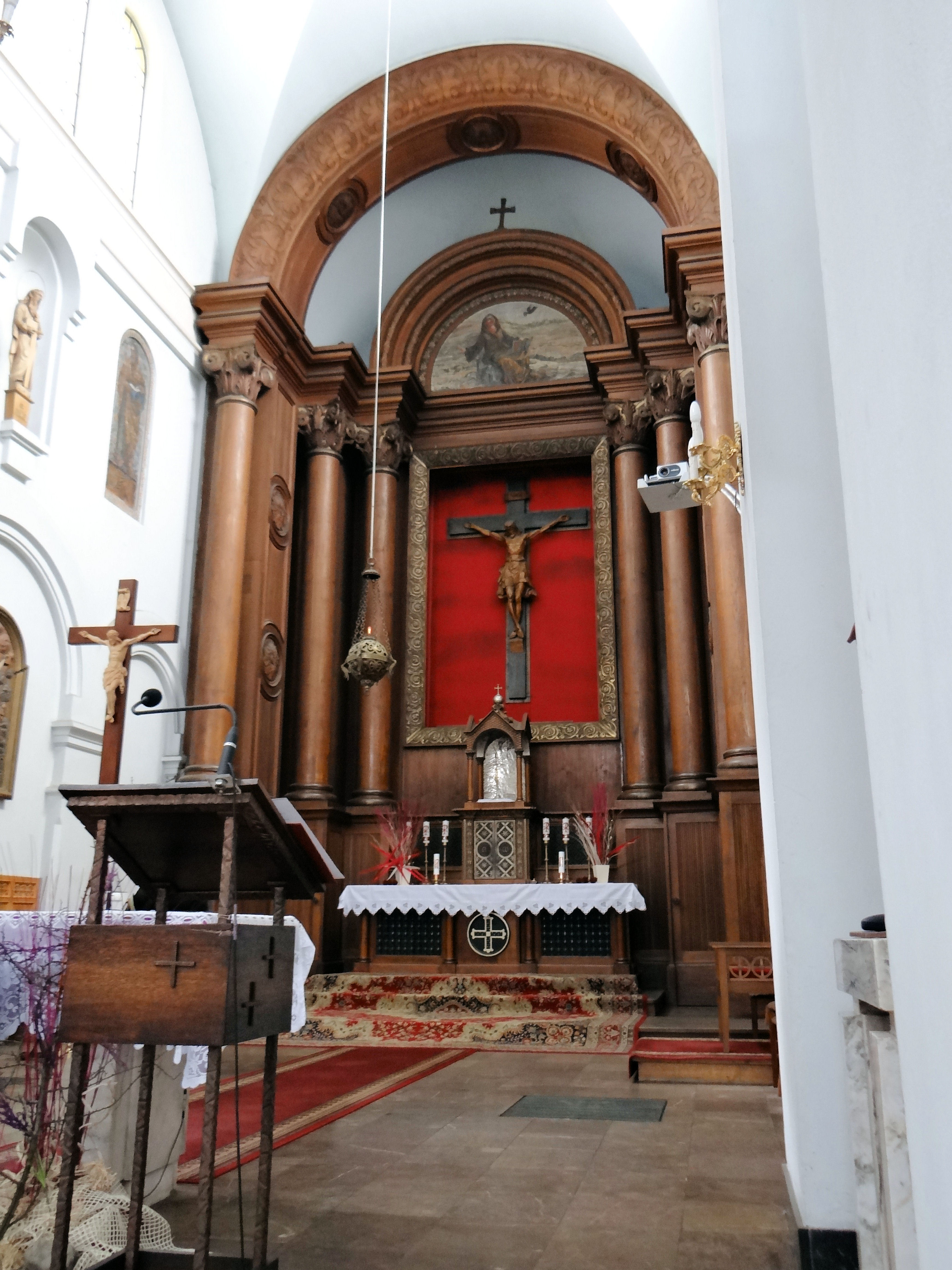
Ołtarz główny

Kościół został zbudowany z drewna i przetrwał do XVII w., kiedy zniszczyli go podczas potopu Szwedzi. Kolejna świątynia była jednonawowa i miała dach kryty gontem. Wyposażenie było skromne. W XIX w. uległa rozbiórce i zbudowano nową według projektu architekta Edwarda Cichockiego. Kościół został erygowany 7 września 1902 r. Nosił cechy neogotyckie. W styczniu 1945 r., przed wyzwoleniem Płocka, wycofujący się Niemcy spalili kościół. Odbudowy podjął się ks. Aleksander Strużyński. Pierwsza msza święta odbyła się 11 sierpnia 1945 r. Odprawił ją administrator apostolski diecezji płockiej, ks. Stanisław Figielski. Obecne wyposażenie stanowią 4 dębowe ołtarze (główny, soborowy i dwa boczne), ambona i stacje drogi krzyżowej. 
Parafia liczy obecnie 4600 mieszkańców. Proboszczem od 2017 r. jest ksiądz Mariusz Oryl. Pomagają mu ksiądz wikariusz Dariusz Żuławnik ksiądz emeryt Zygmunt Karp.